# Knafljev prehod
Knafljev prehod (deutsch: Knaffelpassage oder Knaflpassage) ist der Name einer Fußgängerstraße in der Altstadt von Ljubljana, der Hauptstadt Sloweniens. Benannt ist sie nach Lukas Knaffel  (1621 bis 1671), slowenisch Luka Knafelj, dem Stifter der von 1676 bis 1918 existierenden Lukas Knaffel’schen Universitätsstiftung für Studenten aus der Krain an der Universität Wien. Es handelt sich um eine parkähnliche Grünzone mit gastronomischem Angebot.

## Geschichte
Die Passage wurde 1958 angelegt und übernahm den Namen der heutigen Tomšičeva ulica, die von 1876 bis 1941 und von 1948 bis 1948 Knaffelgasse hieß.

## Lage
Man erreicht die Passage von der Wolfova ulica über einen Durchgang in Haus Nr. 8 oder von der Slovenska cesta Nr. 30 an der Kreuzung  mit der Tomšičeva ulica.

## Josip-Murn-Denkmal
Im Jahr 2002 wurde im Parkbereich der Knafljev prehod eine Bronzebüste von Josip Murn, Pseudonym Aleksandrov (1879 bis 1901), einem der bedeutendsten slowenischen Lyriker des 20. Jahrhunderts, aufgestellt, gestaltet von Eva Tršar Andlovic.